# Norheimsund
Norheimsund ist eine Ortschaft in der norwegischen Kommune Kvam, gelegen in der Provinz (Fylke) Vestland. Der Ort stellt das Verwaltungszentrum von Kvam dar und hat 2346 Einwohner (Stand: 1. Januar 2024).

## Geografie
Norheimsund liegt an der Nordseite des Hardangerfjordes, 74 Kilometer östlich von Bergen und stellt einen der größten Ortschaften in Hardanger dar. Norheimsund ist ein sogenannter Tettsted, also eine Ansiedlung, die für statistische Zwecke als ein Gebiet gezählt wird. Mit der Zeit wuchs Norheimsund mit dem benachbarten Øystese zusammen und bildete im Jahr 2019 erstmals einen gemeinsamen Tettsted.
Von Westen fließend erreicht der Fluss Steindalselva in Norheimsund sein Mündungsgebiet. Etwa zweieinhalb Kilometer außerhalb des Ortes liegt der bekannte Wasserfall Steinsdalsfossen. Er gehört zu den meistbesuchten Wasserfällen Norwegens.

## Geschichte
Bei einem Brand am 7. Oktober 1932 wurde ein Großteil des Handelsviertels zerstört. Der Bereich wurde schließlich neu im funktionalistischen Stil aufgebaut. Im Jahr 2013 gewann Norheimsund den Preis Attraktiv stad 2013 für den attraktivsten Ort des Landes.
Bis zum 31. Dezember 2019 gehörte Norheimsund der damaligen Provinz Hordaland an. Diese ging im Zuge der Regionalreform in Norwegen in die zum 1. Januar 2020 neu geschaffene Provinz Vestland über.

## Wirtschaft
Ein wichtiger Faktor für die lokale Wirtschaft ist der Tourismus und es werden viele Übernachtungsstätten betrieben. In Norheimsund liegt die Museumswerft Hardanger.

## Name
Der Name setzt sich aus dem Hofnamen „Norheim“, abgeleitet vom altnordischen Namen „Nór(h)eimr“, sowie der Nachsilbe „sund“ zusammen. Der Hofname deutet mit dem Bestandteil „nór“ auf eine schmale Stelle hin, die zwischen dem See Movatnet und dem Hardangerfjord gegeben ist.

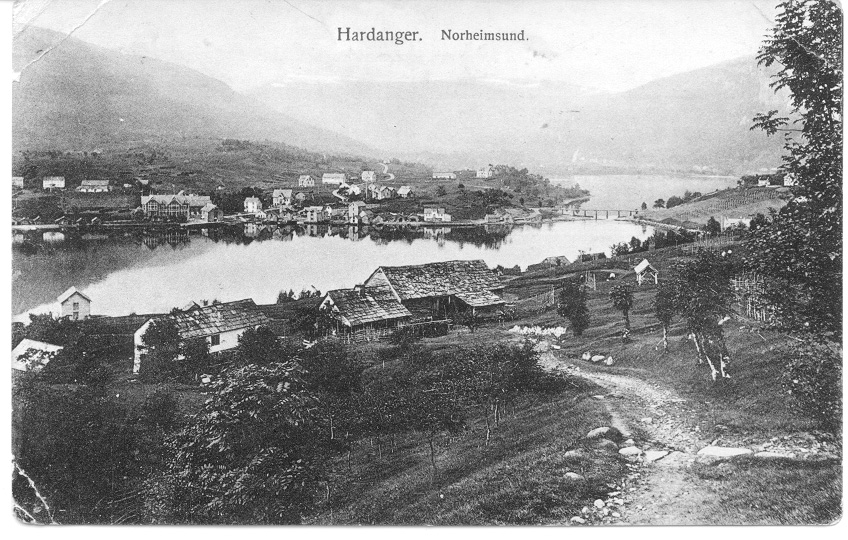
Norheimsund um 1880
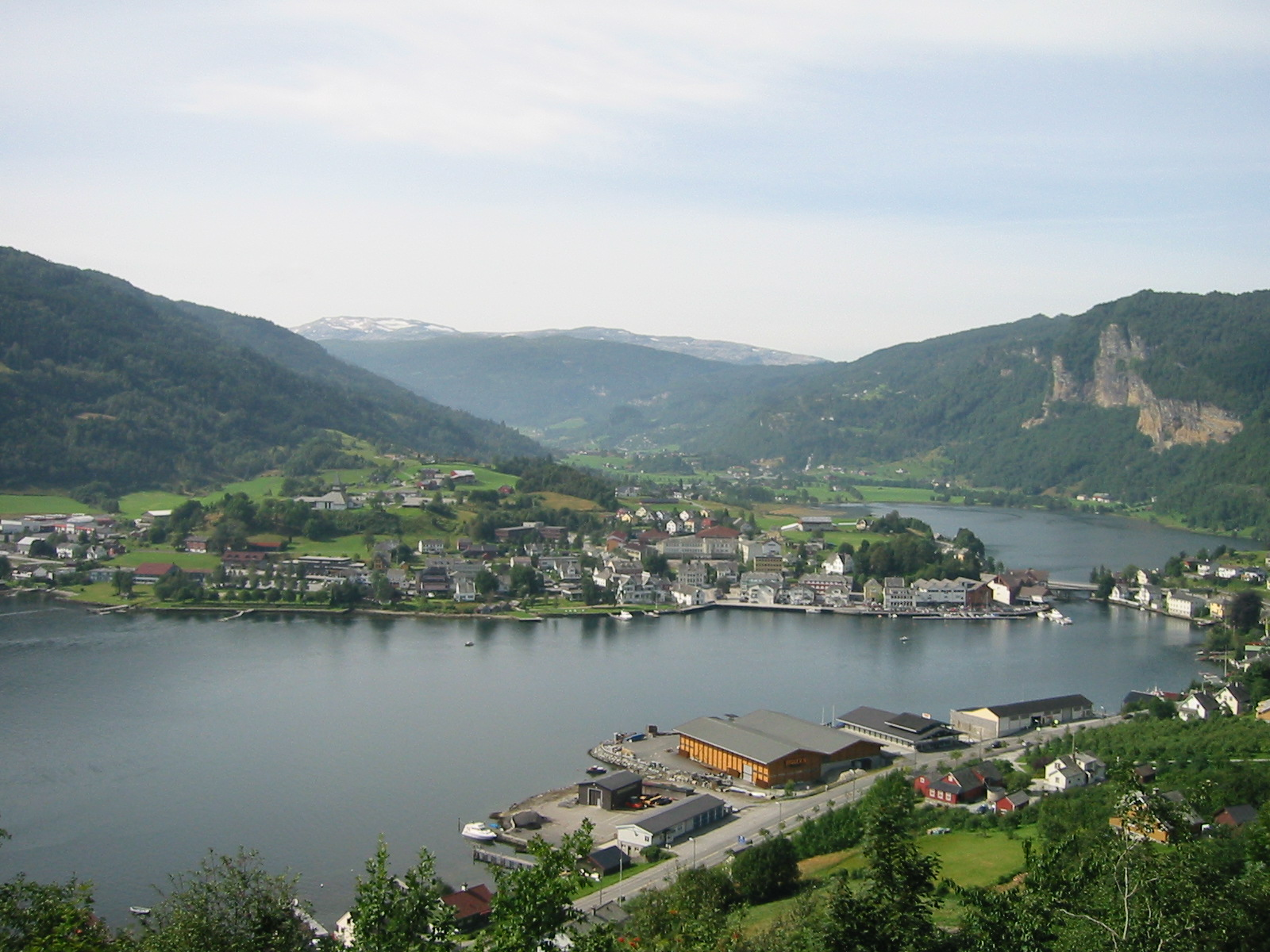
Norheimsund von Osten
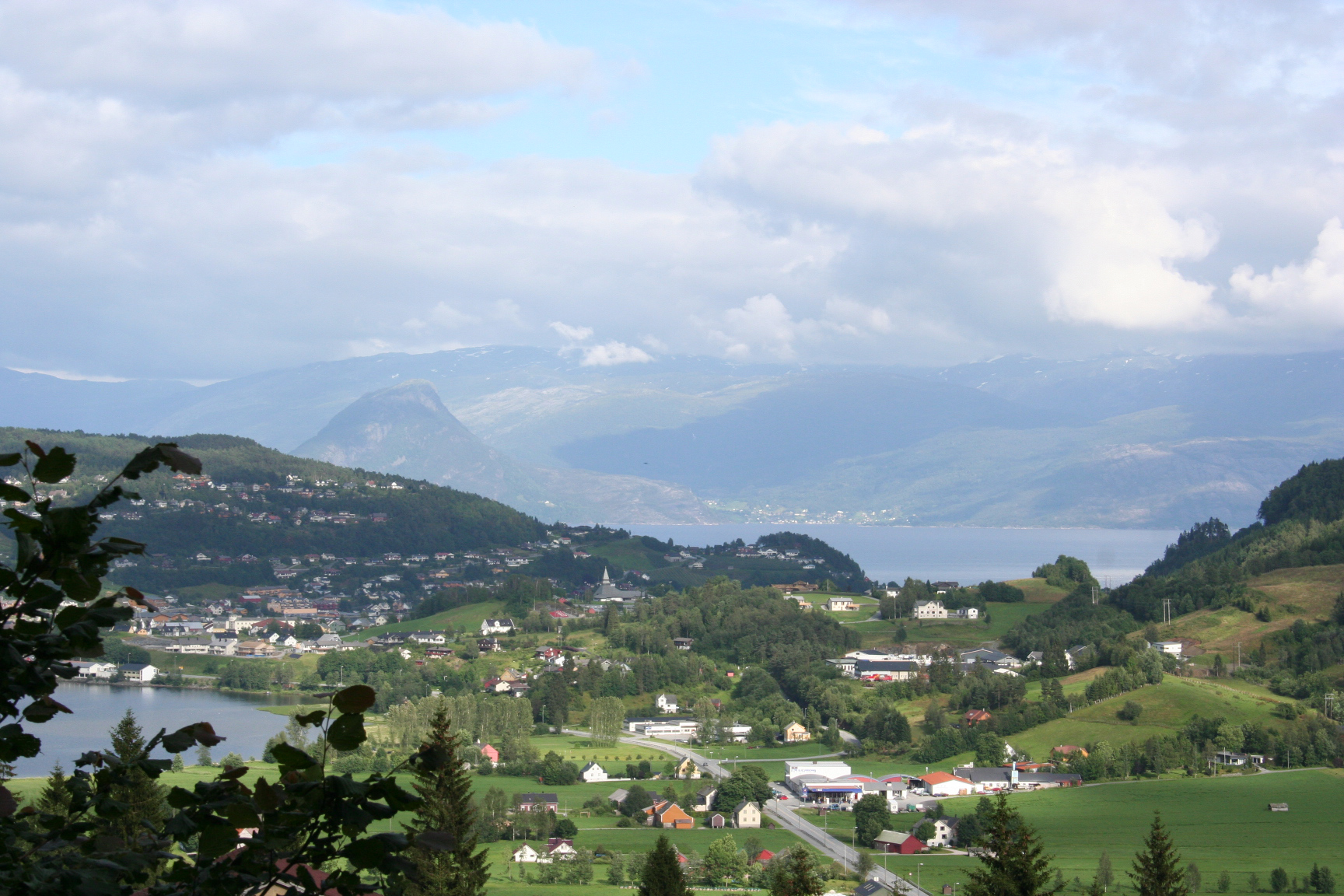
Norheimsund im Juli 2007